# Libertà religiosa in Azerbaigian
La libertà religiosa in Azerbaigian - è un diritto previsto dalla Costituzione della Repubblica dell'Azerbaigian, che consente a tutti i cittadini del paese di scegliere e confessare qualsiasi religione senza nessuna costrizione. Secondo il primo e il terzo paragrafo del diciottesimo articolo della Costituzione dell'Azerbaigian, la religione in Azerbaigian è separata dallo stato.
Le persone di qualsiasi credo religiosi sono uguali davanti alla legge e la propaganda di qualsiasi religione, incluso l'Islam, mentre la maggioranza della popolazione è musulmana, è ancora severamente vietata come caso di contraddizione dell'umanesimo.

## Atti legislativi su questioni religiose
"Legge sulla libertà religiosa" in Azerbaigian è stata adottata sulla base del decreto n. 281, firmato dal Presidente della Repubblica dell'Azerbaigian - Abulfaz Elchibey nel 1992, il 20 agosto.
In considerazione di cambiamenti religiosi, tre volte nel 1996: il 7 giugno, il 5 novembre e il 27 dicembre; 10 ottobre 1997; 23 novembre 2001; nel 2009, 2011, 2015 (la "Legge contro l'estremismo religioso"), la "Legge sulla libertà religiosa" è stata modificata e sono state introdotte alcune restrizioni.
I membri del Parlamento della Repubblica dell'Azerbaigian nel 2009 hanno introdotto un emendamento che vieta alle persone che hanno ricevuto un'istruzione superiore all'estero di ricoprire cariche nella struttura religiosa dello stato.
Nel 2016, gli emendamenti all'essenza della "Legge contro l'estremismo religioso" sono stati adottati dal Parlamento della Repubblica dell'Azerbaigian.

## Demografia religiosa
Il paese ha una superficie di 33.436 miglia quadrate (86.600 km2) e una popolazione di 9,8 milioni (2017). Non c'erano statistiche affidabili sull'appartenenza a specifici gruppi religiosi; tuttavia, secondo le cifre ufficiali, circa il 96 percento della popolazione è musulmano. Il resto della popolazione è composto per la maggior parte da ortodossi russi, armeni apostolici (quasi tutti vivono nella regione secessionista, nel Nagorno-Karabakh), ebrei e non credenti.
Tra la maggioranza musulmana, l'osservanza religiosa è relativamente bassa, e l'identità musulmana tende ad essere basata più sulla cultura e l'etnia che sulla religione. Secondo il Comitato di Stato per il lavoro con le associazioni religiose, la popolazione musulmana è di circa l'85% di sciiti e il 15% di sunniti; tradizionalmente, le differenze non sono definite in modo preciso. In un rapporto del 2016, il Dipartimento di Stato degli Stati Uniti riporta il numero al 65% di sciiti e al 35% di sunniti per l'anno 2011.
La stragrande maggioranza dei cristiani sono ortodossi russi. Secondo il Dipartimento di Stato degli Stati Uniti, la loro "identità, come quella dei musulmani, tende ad essere basata tanto sulla cultura quanto sull'etnia come religione". I cristiani erano concentrati nelle aree urbane di Baku, che è la capitale della nazione, e Sumgayit, la terza città più grande.
Di una popolazione ebraica totale di circa 15.000 persone, la stragrande maggioranza vive a Baku. Esistono comunità molto più piccole a Guba nel villaggio e nel comune denominate Città Rossa e altrove. Ci sono da cinque a sei rabbini e sei sinagoghe nel paese.
Sciiti, sunniti, ortodossi russi ed ebrei sono considerati i gruppi religiosi "tradizionali" del paese. Piccole congregazioni di luterani, cattolici romani, battisti, molokani (vecchi credenti), avventisti del settimo giorno e baha'i sono presenti da oltre 100 anni.
Nell'ultimo decennio, un certo numero di gruppi religiosi considerati stranieri o "non tradizionali" hanno stabilito una presenza, tra cui "wahhabiti" e musulmani salafiti, cristiani pentecostali ed evangelici, e Hare Krishna.
C'erano importanti comunità cristiane e musulmane espatriate a Baku; le autorità generalmente permettevano a questi gruppi di adorare liberamente.